# Dobrljin
Dobrljin (en serbe cyrillique : Добрљин) est un village de Bosnie-Herzégovine. Il est situé dans la municipalité de Novi Grad et dans la république serbe de Bosnie. Selon les premiers résultats du recensement bosnien de 2013, il compte 952 habitants.

## Démographie

### Évolution historique de la population dans la localité
| 1948 | 1953 | 1961 | 1971 | 1981  | 1991  | 2013 |
| ---- | ---- | ---- | ---- | ----- | ----- | ---- |
| -    | -    | 736  | 935  | 1 011 | 1 141 | 952  |

|  |

### Communauté locale
En 1991, la communauté locale de Dobrljin comptait 2 625 habitants, répartis de la manière suivante :